# Goniobranchus tritos
Espèce
Goniobranchus tritos est une espèce de nudibranches de la famille des Chromodorididae.

## Répartition
Cette espèce se rencontre uniquement dans l'Océan Indien et a été observé principalement aux Maldives et plus rarement aux Seychelles.

## Habitat
Son habitat est la zone récifale externe sur les pentes jusqu'à la zone des 30 m de profondeur.

## Description
Cette espèce peut mesurer plus de 45 mm. 
Le corps de cet animal peut être décrit en deux parties distinctes, le pied et le manteau. 
Le pied est étiré et quasiment recouvert par les bords du large manteau, il est de teinte blanche à crème avec une multitude de petits points noirs circulaires.
La livrée du manteau possède une couleur de fond blanc et crème avec de petits points noirs circulaires cerclés de blanc. Le bord de la jupe du manteau semble irrégulier et est marqué par une large bande dans les tons gris-mauve avec en bordure externe un fin liseré blanc. Les rhinophores sont lamellés, contractiles, et de teinte légèrement doré nacré.
Le panache branchiale est blanc-crème surligné d'un trait gris-mauve.

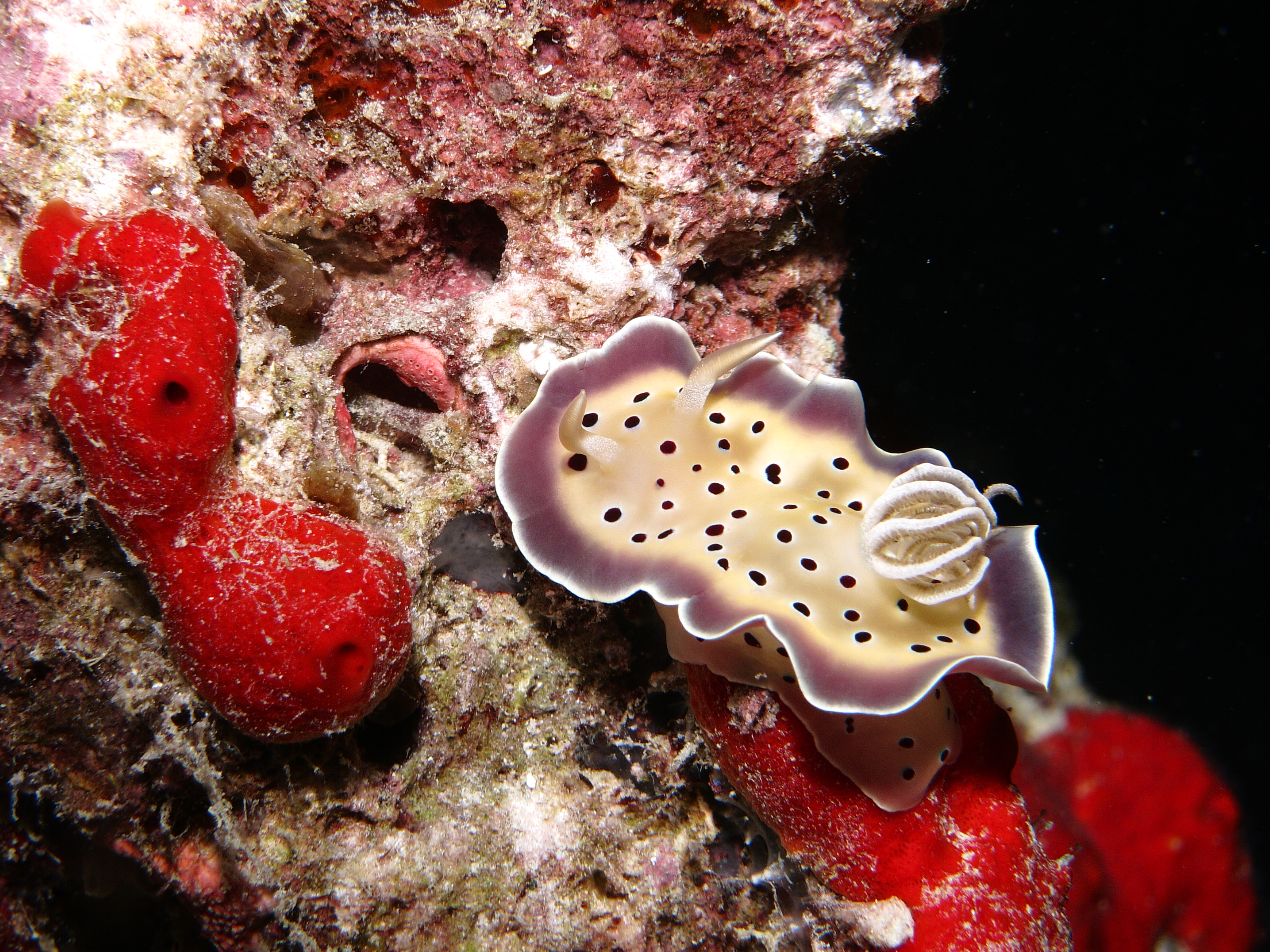
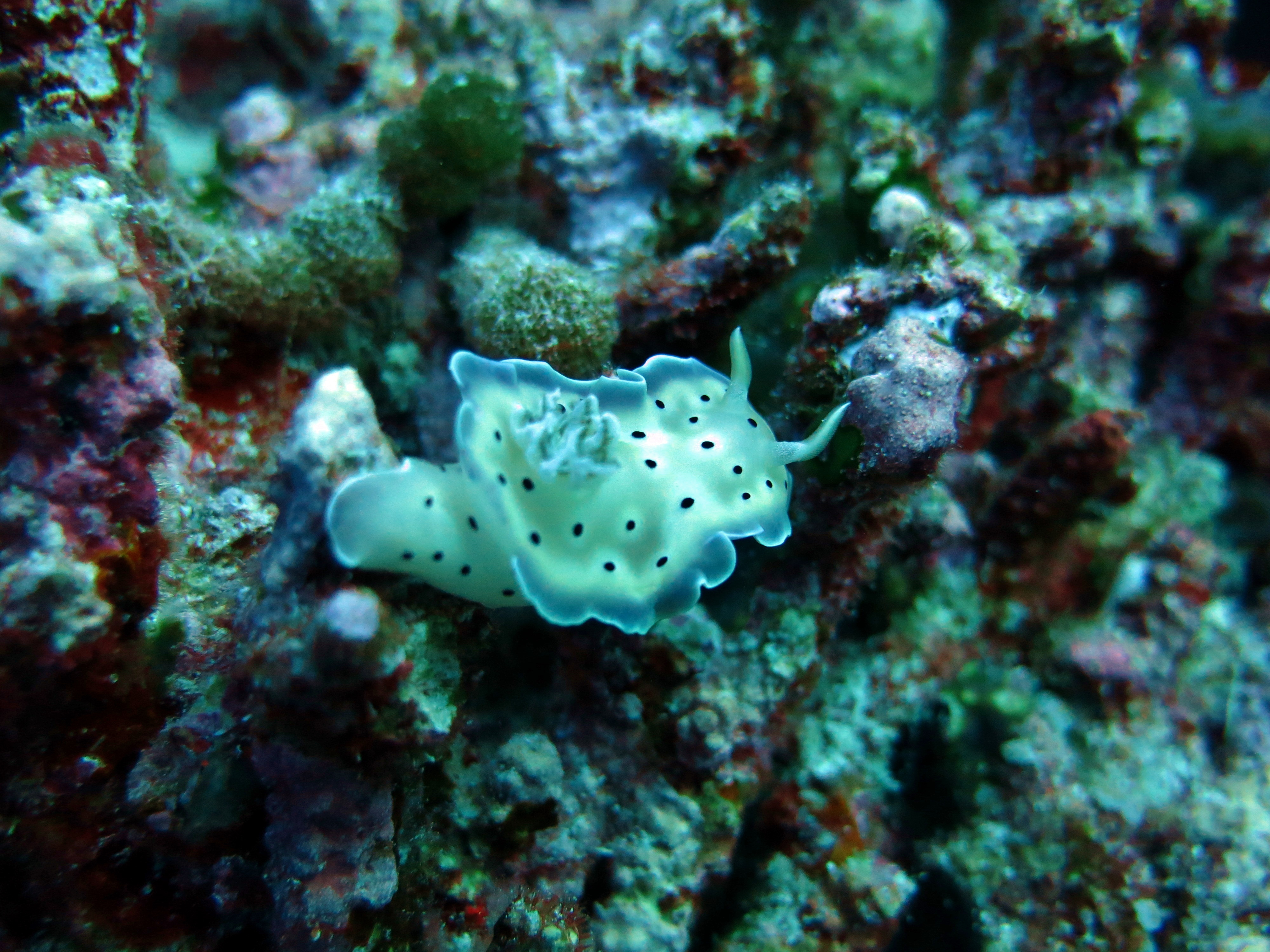

Cette espèce peut facilement être confondue avec des espèces ressemblantes du « Groupe de couleur Risbecia tryoni » (selon Bill Rudman) : 
- Goniobranchus geminus (Rudman, 1987)
- Goniobranchus kuniei (Pruvot-Fol, 1930)
- Goniobranchus leopardus (Rudman, 1987)
- Hypselodoris tryoni (Garrett, 1873)

## Éthologie
Ce Goniobranchus est benthique et diurne, se déplace à vue sans crainte d'être pris pour une proie de par la présence de glandes défensives réparties dans les tissus du corps.

## Alimentation
Goniobranchus tritos se nourrit principalement, d'après les observations actuelles, d'éponges.

## Systématique
Le nom valide complet (avec auteur) de ce taxon est Goniobranchus tritos (Yonow (d), 1994),.
Goniobranchus tritos a pour synonyme :
- Chromodoris tritos Yonow, 1994

### Étymologie
Dans sa publication de 1994, Nathalie Yonow (d) indique que l'épithète spécifique tritos dérive du grec ancien τρίτος, tritos, « troisième », mais sans en préciser la raison.

### Publication originale
- (en) Nathalie Yonow, « Opisthobranchs from the Maldive Islands, including descriptions of seven new species (Mollusca: Gastropida) », Revue française d'aquariologie et d'herpétologie, Nancy, vol. 20, no 4,‎ janvier 1994, p. 97-130 (ISSN 0399-1075, lire en ligne).